# Star Wars Episode I : Le Nouveau Monde Gungan
Vous lisez un « bon article » labellisé en 2019.
Star Wars Episode I : Le Nouveau Monde Gungan (en anglais Star Wars: Episode I - The Gungan Frontier) est un jeu de simulation et de stratégie se déroulant dans l'univers Star Wars développé par Lucas Learning, édité par LucasArts et distribué par Ubisoft, sorti le 24 mai 1999 sur Macintosh et Windows. Il s'agit du deuxième jeu développé par ce studio après Star Wars: Droid Works, sorti l'année précédente.
L'histoire se déroule peu de temps après les événements de Star Wars, épisode I : La Menace fantôme. Le peuple Gungan, habitant la planète Naboo, cherche à se développer au-delà des marais de leur planète natale et colonise la lune proche d'Ohma-D'un. La mission du joueur est d'aider la colonisation Gungan en aménageant un écosystème viable sur la lune, préparant l'arrivée des colons Gungans.
Le jeu a une vocation éducative, en cherchant à enseigner des principes de base de biologie et d'écologie à un public jeune, à l'instar de Star Wars: Droid Works, qui se concentre pour sa part sur les notions d'énergie, de force et de mouvement, de mécanique simple, de lumière et de magnétisme.
Les critiques sont majoritairement positives, certains magazines félicitant l'aspect éducatif du jeu, d'autres regrettant le manque de diversité dans le gameplay. Il obtient de nombreux prix spécialisés dans les jeux éducatifs.
Si Le Nouveau Monde Gungan est un jeu relativement mineur dans la saga Star Wars, il marque la première apparition de plusieurs vaisseaux ou membres du bestiaire de Star Wars, réutilisés par la suite dans les autres produits dérivés.

## Trame

### Univers

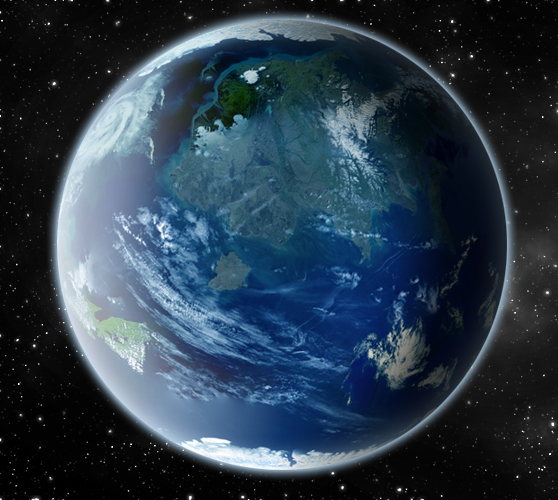
Vue d'artiste d'une planète possédant des forêts et des océans, comme Naboo et sa lune Ohma-D'un.

L'univers de Star Wars se déroule dans une galaxie qui est le théâtre d'affrontements entre les Chevaliers Jedi et les Seigneurs noirs des Sith, personnes sensibles à la Force, un champ énergétique mystérieux leur procurant des pouvoirs psychiques. Les Jedi maîtrisent le Côté lumineux de la Force, pouvoir bénéfique et défensif, pour maintenir la paix dans la galaxie. Les Sith utilisent le Côté obscur, pouvoir nuisible et destructeur, pour leurs usages personnels et pour dominer la galaxie.
Pour amener la paix, une République galactique a été fondée avec pour capitale la planète Coruscant. Mais, tout au long de son existence, la République est secouée par des sécessions et des guerres. En 32 av. BY, les Jedi Qui-Gon Jinn et Obi-Wan Kenobi sont envoyés sur la planète Naboo pour résoudre pacifiquement un de ces conflits à la demande de la reine Padmé Amidala, reine de cette planète. Après une escalade des tensions, seule l’issue militaire est possible, et l’alliance des deux peuples de Naboo, humains et Gungans, permet la libération de la planète.

### Histoire
Après la bataille Naboo, responsable d'un grande perturbation dans l'écosystème de la planète, Boss Nass, le chef des Gungans convoque les héros de cette dernière au Haut Conseil Gungan pour leur confier une mission. En effet, la cité sous-marine d'Otoh Gunga est victime de surpopulation,, ce qui nécessite l'établissement d'une colonie gungane sur la lune de Naboo Ohma-D'un. Néanmoins, cette lune est inhospitalière, et Boss Nass demande ainsi au joueur de créer un écosystème constituée de plantes et d'espèces venant d'à travers la galaxie permettant l'installation des Gungans,.

### Personnages, créatures et technologies
| Homme portant une barbe, une toge et un sabre-laser en plastique, dans une position de combat.               |  | Femme portant une coiffe, un maquillage blanc et une robe rouge très élaborée. |
| Cosplay des deux personnages que le joueur peut incarner, Obi-Wan Kenobi à gauche et Padmé Amidala à droite. |  |                                                                                |

Le premier personnage principal est le jeune chevalier Jedi Obi-Wan Kenobi. Disciple de Qui-Gon Jinn, il est en partie responsable de la résolution du conflit sur Naboo et de la réconciliation entre les peuples gungan et naboo, malgré la mort de son maître. Afin de parfaire ses connaissances dans la Force et d'agir en tant que diplomate auprès des Gungans, il accepte l'invitation de Boss Nass de l'aider à coloniser la lune d'Ohma-D'un,.
La reine Padmé Amidala est le second personnage principal. Elle accède au trône peu avant le blocus de sa planète par la Fédération du Commerce, et grâce à l'aide des Jedi et des Gungans, elle repousse l'envahisseur,. Selon elle, aider les Gungans permettrait de renforcer les liens entre les deux peuples, augmentant ainsi la prospérité de toute la planète. De plus, les considérations écologiques de la planète font partie des préoccupations de la reine.
Boss Nass est le chef des Gungan, dirigeant ce peuple depuis la cité sous marine d'Otoh Gunga. À la fois craint et respecté, il est naturellement méfiant envers les humains. Après son alliance avec la reine Amidala pour repousser l'armée de droïdes, il s'adoucit. Il fait désormais face à un nouveau problème, la surpopulation d'Otoh Gunga, capitale gungane. À l'origine du plan de colonisation de la lune d'Ohma-D'un, il espère ainsi faire d'une pierre deux coups, soulager les problèmes de son peuple et préparer le peuple Gungan à la conquête spatiale.

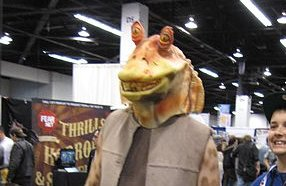
Cosplay de Jar Jar Binks, un gungan qui aide le joueur.

Les deux personnages principaux sont assistés par R2-D2, petit robot tripode de couleur bleue leur ayant prêté main-forte dans le passé, qui aide le joueur dans sa tentative de colonisation d'Ohma-D'un, restant en orbite de la lune pour donner des informations sur le terrain. Ils sont également assistés par Jar Jar Binks,, un gungan maladroit initialement exilé d'Otoh Gunga,, mais réhabilité après ses efforts lors de la bataille de Naboo. Pour lui, aider à la colonisation de la lune est un nouveau moyen d'aider ses amis et son peuple. Ils sont également assistés par une créature vivante, le Kresch, qui contient toutes les connaissances existantes sur la faune et la flore de Naboo. Il permet au joueur d'obtenir des informations sur les créatures qu'il dépose à la surface de la lune d'Ohma-D'un, notamment leur régime alimentaire ou leur habitat favori.
Afin de se rendre sur la lune d'Ohma D'un, les personnages principaux utilisent un vaisseau spatial spécialement conçu pour l'occasion, le Mantaris. Construit par les deux peuples naboo et gungan, c'est un vaisseau amphibie fonctionnant aussi bien sous l'eau que dans l'espace. Il est pensé pour pouvoir contenir des espèces très variées, comme le poisson colo ou des kaadus, afin de les transporter sur d'autres planètes pour les réintroduire dans un nouvel habitat.

## Système de jeu

### Généralités
Le joueur a pour but de créer la plus grande cité gungane possible, dépendant de la qualité de l'écosystème en place. Le jeu se déroule en vue à la troisième personne, à la manière de beaucoup de jeux de simulation comme Zoo Tycoon, SimCity ou Theme Park World,. Le joueur dépose ainsi végétaux et animaux sur la surface de la planète en cliquant sur les organismes mis à sa disposition, puis sur la planète.
L'interface du jeu, situé sur le bas de l'écran, propose au joueur différentes options, comme l'accès à l'encyclopédie des créatures, les fonctions de zoom, les options de capture ou de relâche des animaux, ou l'accès à différents graphiques permettant de suivre l'avancement de l'écosystème créé par le joueur. Le joueur peut utiliser ses différentes fonctions en utilisant la souris. Il possède également la capacité de suivre l'évolution de la cité gungane créée à la suite de l'aménagement de la lune, ou des options de caméra (masquer les animaux ou les plantes par exemple). Un écran entier est dédié à la sélection de créature à placer sur la lune, donnant des informations sur leur place dans la chaîne alimentaire ou leurs habitats préférentiels. Le joueur possède également le pouvoir de déclencher des catastrophes naturelles, comme des épidémies de maladies, des nuages de gaz toxique ou des séismes,.

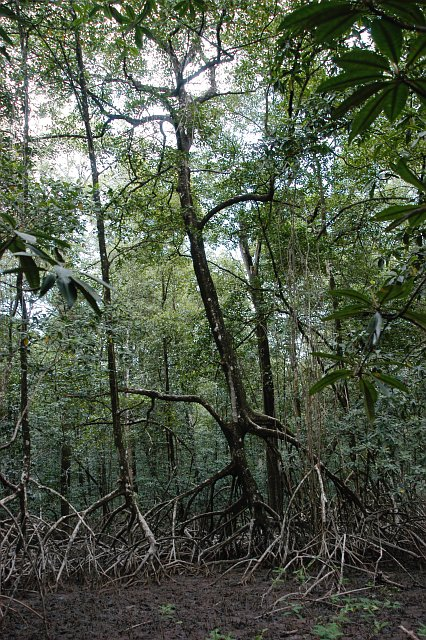
Arbres d'une mangrove, flore typique des marais de Naboo et de sa lune.

Le jeu propose trois modes de difficultés, « Débutant », « Avancé » et « Mission ». Les deux premiers sont des modes de jeu de type bac à sable, où le joueur n'a pas d'autres objectifs que de faire grandir sa colonie à l'infini. Les différences entre « Débutant » et « Avancé » concernent le niveau de contrôle que possède le joueur sur l'environnement. En effet, dans le mode de jeu le plus facile, le Mantaris sera automatiquement rempli avec les espèces adéquates, alors qu'il faudra que le joueur sélectionne lui-même les créatures à emmener sur la lune dans le mode « Avancé »,. Le mode de jeu « Mission » propose au joueur treize scénarios spécifiques, le forçant à accomplir une tâche spécifique, le plus souvent dans un temps limité. Ces missions à la difficulté graduelle permettent au joueur d'apprendre les mécanismes simples d'un écosystème. La quatrième mission demande par exemple au joueur de sauver une espèce végétale, broutée en excès par des herbivores. Le joueur devra alors introduire dans l'écosystème le prédateur correspondant, en quantité adaptée. La mission suivante consiste à augmenter une population de kaadus, herbivore vivant dans des lieux marécageux, victime d'une prédation trop intense et d'un manque de nourriture. Le joueur apprend ainsi l'équilibre à travers des scénarios le préparant au jeu libre ou à des missions plus ardues.
Pour favoriser la croissance de la ville gungane, le joueur doit maintenir l'écosystème dans un état stable. Des fermiers gungans récoltant souvent animaux et végétaux pour les besoins de la ville, il faudra que le joueur trouve un équilibre entre la surpopulation de créature, qui pourrait alors envahir la cité proche, et une pénurie de créatures ralentissant considérablement le bon développement de la ville sous-marine. Lors du jeu, le joueur rencontre également plusieurs Gungans, les habitants de la nouvelle colonie, qui informent le joueur sur les besoins de la cité.

### Notions d'écosystème et interactions entre les créatures
Le jeu possède plus de 80 créatures différentes, animales et végétales, toutes incluses dans un réseau trophique défini,. On retrouve dans ce réseau plusieurs relations biologiques, comme du parasitisme, de la symbiose, de la prédation ou de la compétition. Le joueur découvre ainsi ces interactions écologiques en disposant ses créatures sur la lune.
Pour former un écosystème stable, le joueur doit trouver un équilibre entre les végétaux, les herbivores et les carnivores. Chaque espèce se multiplie à un taux stable, dépendant de la présence ou de l'absence d'autres espèces.
Le joueur possède également la capacité de créer sa propre créature, avec des possibilités de personnalisation très étendues. Les créatures ainsi conçues par le joueur peuvent ensuite être utilisées dans les parties normales, influant encore plus sur l'écosystème. Chaque espèce possède des tailles et un taux de fécondité différents. Les espèces varient également en fonction de leur utilité pour les Gungans. Les plantes ne fournissent que peu de nourriture, tandis que les superprédateurs sont très utiles aux colons. Le joueur doit ainsi équilibrer son écosystème pour accélérer la croissance de la cité gungane.
Chaque plante et chaque espèce animale possède un ou plusieurs environnements préférentiels. Certaines espèces ne peuvent vivre que dans un type d'environnement donné, tandis que d'autres peuvent se déplacer dans plusieurs types d'environnements. Parmi ces différents biotopes, on retrouve des marécages plus ou moins profonds (dans lesquels on retrouve les arbres cambylictus, les kaadus, les dianogas ou les falumpasets par exemple), des déserts sableux (avec les banthas, les dewbacks ou les éopies), des déserts rocheux (avec les rancors ou les rats Womps) ou des plaines (avec les fambaas ou les shaaks).

## Développement

### Genèse du projet

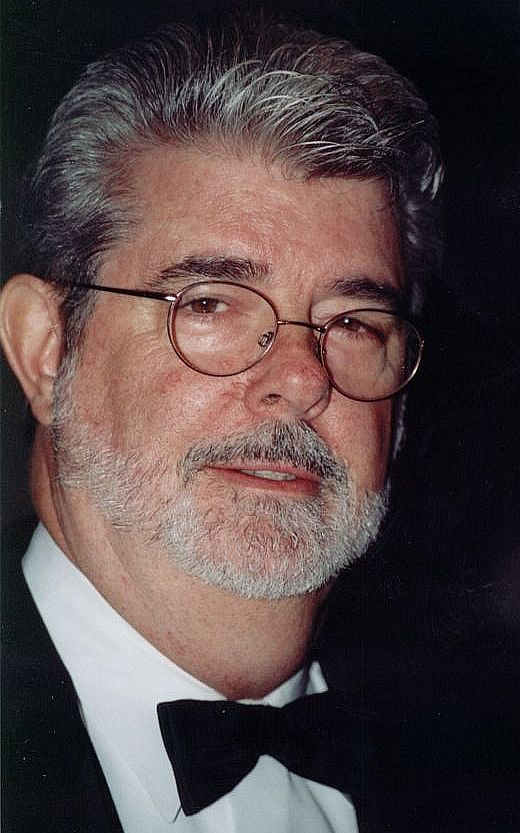
George Lucas, créateur de l'univers Star Wars et impliqué dans le développement du jeu Le Nouveau Monde Gungan, en 2004.

En 1996, George Lucas crée Lucas Learning, une filiale de LucasArts spécialisé dans les didacticiels à l'attention des classes et dirigée par Susan Schilling, une ancienne directrice créatrice du centre éducatif du Minnesota,. Le créateur de l'univers Star Wars George Lucas y est néanmoins personnellement impliqué avec pour ligne directrice de la compagnie : concevoir des jeux non violents à but éducatif. Il s'agit du premier pas de George Lucas dans le domaine de l'éducation par le jeu,.
En 1997, le développement du Nouveau Monde Gungan débute, parallèlement à celui de Star Wars: Droid Works, un autre jeu éducatif de Lucas Learning, axé sur la mécanique, les notions d'énergie et de magnétisme. La sortie de ce dernier en octobre 1998 et son accueil positif par la presse, marque alors ainsi le début d'une série de jeux éducatifs produits par Lucas Learning,  Le Nouveau Monde Gungan étant le deuxième de cette série. Terryl Whitlatch est engagée en tant que scénariste et directrice artistique au sein de l'équipe créative, pour concevoir le scénario du jeu et designer les créatures, travaillant en même temps sur la conception de créatures pour Star Wars, épisode I : La Menace fantôme. Afin de s'adapter aux plus jeunes joueurs, des scientifiques et des professeurs sont engagés sur le projet.
Pour Le Nouveau Monde Gungan, George Lucas souhaite concevoir un jeu montrant aux élèves que toutes les choses sont liées entre elles, en se focalisant sur la notion d'écosystème. Pensé pour être accessibles à des élèves de maternelle et de primaire, il est conçu pour être un complément du film Star Wars, épisode I : La Menace fantôme, sortant seulement une semaine après le film. Le compositeur de la bande-son du film, John Williams, est également responsable des musiques du jeu.
Micheal McCormick, chef du projet, estime important de sensibiliser les jeunes élèves à la notion d'« interconnexions » entre toutes les espèces vivantes, une notion souvent omise des enseignements selon lui et pourtant nécessaire aux enjeux du monde actuel. Il espère ainsi que les actions entreprises par les jeunes joueurs sur la lune d'Ohma-D'un seront comprises et auront un impact sur les actions de ces jeunes une fois devenus adultes. Il espère également qu'au-delà de l'écosystème, les élèves apprendront également des notions sur les relations entre tous les êtres vivants, appliquant également cela dans leurs relations sociales, « ce qui affecte l'un affectant l'autre ».

### Conception des créatures

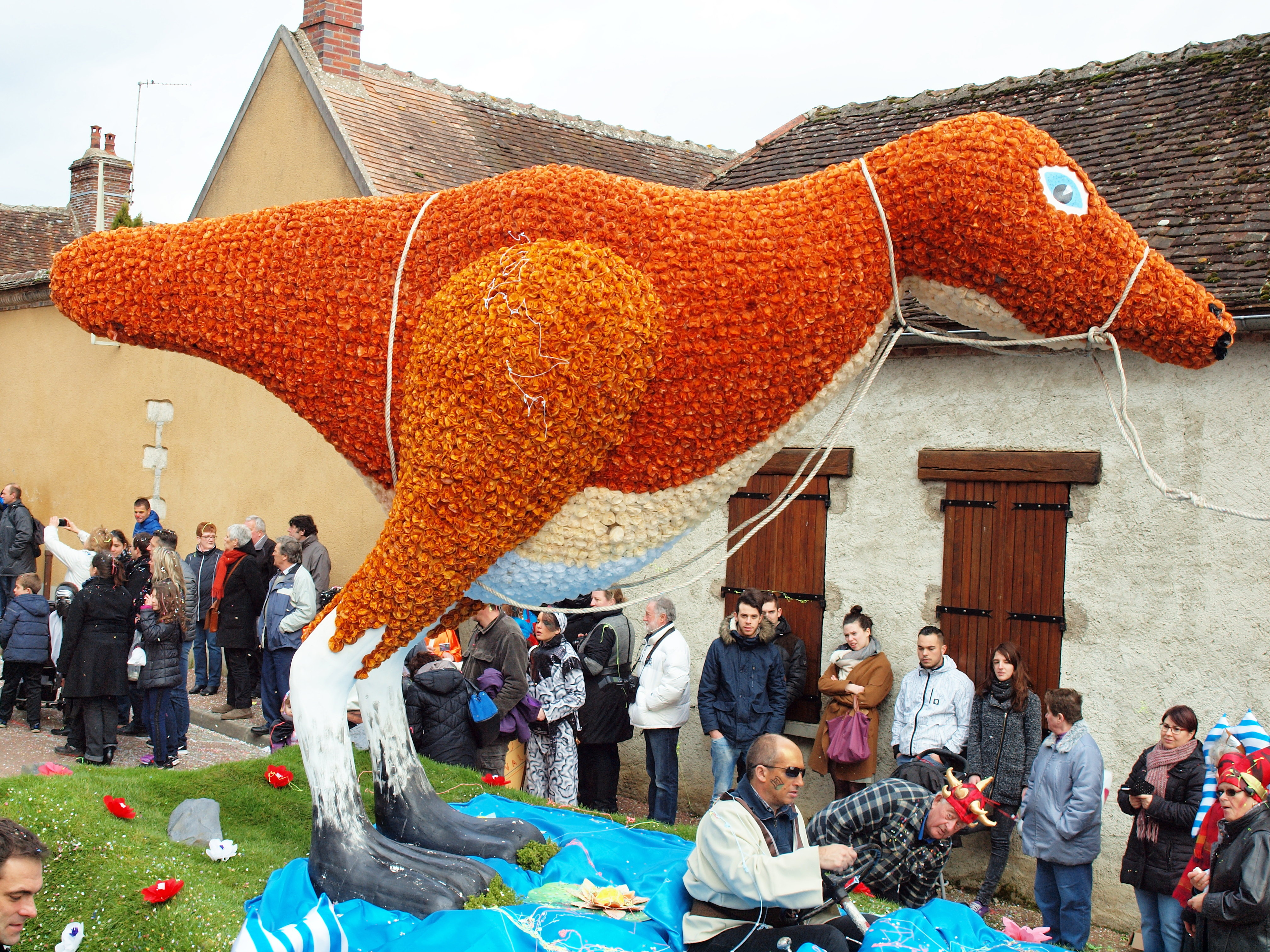
Statue florale représentant un kaadu, espèce endémique de Naboo et l'une des créatures les plus présentes dans Le Nouveau Monde Gungan.

Les créatures présentes dans Star Wars: Le Nouveau Monde Gungan sont pour la plupart des créatures présentes dans les quatre films de la franchise Star Wars sortis en 1999, bien que d'autres soient spécialement conçues pour ce jeu. Les créatures issues de Star Wars, épisode I : La Menace fantôme, sorti de manière concomitante avec le jeu, sont ainsi conçues à la fois pour le jeu et le film. On retrouve ainsi en plus des kaadus ou des falumpasets, créés pour Star Wars, épisode I : La Menace fantôme, des dewbacks ou des rancors, issus des épisodes de la trilogie originale. D'autres créatures sont créées spécialement pour le jeu.
Terryl Whitlatch, zoologiste et anatomiste de profession, est responsable de la création de la race gungane et de la conception de toutes les créatures conçues pour l'épisode I et pour le jeu. Elle explique notamment « comprendre comment les animaux vivent dans leur environnement et interagissent entre eux », lui permettant ainsi de créer des espèces plausibles dans le monde de Star Wars. Plusieurs mois sont nécessaires avant que la piste de l'amphibien de grande taille aux yeux pédonculés ne soit retenue pour créer la race gungane, en prenant Jar Jar Binks comme exemple. Après un an et demi de croquis, la forme définitive est adoptée, combinant son apparence de batracien à celle d'un dinosaure à bec de canard. Elle rajoute au prototype un cou de cygne, et dote chaque pied de trois orteils, afin de donner un aspect plus exotique à la créature mais également pour faciliter le travail des animateurs.
Doug Chiang, directeur artistique des effets visuels chez ILM, participe également à la conception des créatures, par l'intermédiaire de croquis préparatoires et de design de personnages. Pour la création de Boss Nass, il décide notamment de mettre l'accent sur l'aspect amphibien et batracien des Gungans, lui donnant une couleur de peau verte. Il s'inspire également du physique et de la personnalité de l'acteur Brian Blessed, interprète de Boss Nass, pour donner de grosses joues et des lèvres molles au personnage, ainsi qu'un tic de bouche.
Les kaadus sont d'abord initialement pensés pour être des bêtes de trait sur la planète désertique Tatooïne. L'évolution du scénario du film et du jeu demandant que les Gungans montent des bêtes amphibies, le design des kaadus est alors modifié pour obtenir un rendu plus aquatique, comme un peau plus douce ou un bec ressemblant à celui d'un canard. Le son produit par les kaadus est lui obtenu en combinant des grognements de cochons ralentis et des bruits de baleine,. Pour les falumpasets, Terryl Whitlatch s'inspire des rhinocéros éteints et dépourvus de corne, des chevaux Clydesdale et des éléphants, alors que pour les shaaks, elle s'inspire des moutons.
Pour les créatures sous marines comme le poisson colo, le tueur des mers Opee ou le monstre aquatique Sando, George Lucas utilise comme inspiration les cartes maritimes de Gérard Mercator, qui comprennent des illustrations de monstres marins, et le roman de Jules Verne Vingt Mille Lieues sous les mers, comprenant lui aussi des créatures marines monstrueuses. Les couleurs ternes sont elles inspirées des plus gros mammifères, comme l'éléphant ou la baleine bleue, les couleurs vives rendant mal le gigantisme des créatures.

### Fin du projet et commercialisation
Afin d'éviter un rejet de la part des jeunes joueurs, ayant tendance à éviter les jeux labellisés « jeu éducatif », Star Wars: Le Nouveau Monde Gungan propose, à l'instar des autres jeux de Lucas Learning, un aspect interactif et ludique, ajoutant un aspect d'aventure à l'apprentissage,.
Aux États-Unis, le jeu sort le 24 mai 1999, soit une semaine après la sortie du film Star Wars, épisode I : La Menace fantôme. Le jeu est directement livré dans certaines écoles, aux côtés d'autres jeux Lucas Learning.
Après la commercialisation du jeu, certaines créatures ne sont rendues disponibles qu'après le lancement. Pour obtenir ces créatures inédites comme le Bantha, le joueur doit se rendre sur le site officiel du jeu, afin d'obtenir un code de téléchargement débloquant la créature correspondante dans le jeu.

## Réception

### Critiques
Star Wars: Le Nouveau Monde Gungan reçoit à sa sortie des critiques majoritairement positives de la part de la presse spécialisée. Si l'aspect éducatif est généralement vanté par les différents testeurs, les graphismes sont néanmoins plus clivant, au même titre que la pertinence d'un tel jeu.
Pour SuperKids Software, magazine spécialisé dans les jeux éducatifs, le jeu est très intuitif, facile à prendre en main par des enfants. Barry Cook, du site spécialisé AllGame, vante les aspects éducatifs et la grande durée de vie du jeu. Inside Mac Games félicite l'interface du jeu, estimé « simple et intuitif, tout en offrant au joueur de très nombreuses possibilités ». Le site web spécialisé dans les jeux éducatifs Tech With Kids loue les propriétés éducatives de ce jeu, ces dernières « laissant l'enfant en contrôle de ce qu'il apprend, au rythme qu'il souhaite ». Le magazine roumain spécialisé LeveL le décrit comme un jeu éducatif « très spécial et très intéressant, permettant au jeune joueur de comprendre les relations entre les êtres vivants par l'intermédiaire des Gungans, des plantes et des animaux ». Pour Absolute Games, site russophone spécialisé, indique que le jeu possède une certaine valeur éducative mais ne reste que « passable », le journaliste recommandant donc aux parents d'acheter d'autres jeux à leurs enfants.
SuperKids Software louent les graphismes du jeu, jugés « impressionnants » ainsi que le mode de jeu permettant de créer ses propres créatures. Inside Mac Games vante les cinématiques du jeu, mais montre plus de réserves pour les graphismes du jeu en lui-même, les trouvant à la limite du « bas de gamme ». AllGame se montre similairement plus critique sur les graphismes et les performances sonores du jeu, jugées « corrects mais sans plus ». Inside Mac Games félicite la qualité sonore du jeu, entre la musique « toute droit sortie du film » et les bruitages « très diversifiés, ajoutant un aspect réaliste à l'environnement et améliorant l'expérience de jeu ». Malgré une note décernée plutôt positive, le site web russophone spécialisé Absolute Games déconseille néanmoins l'achat, critiquant notamment les graphismes et le sound design du jeu.
Le magazine spécialisé britannique PC Zone est plus nuancé sur son jugement, émettant notamment des réserves sur la surexploitation de la licence Star Wars, tout en reconnaissant un certain degré d'amusement au jeu. Le site web allemand GameStar le recommande aux fans de Star Wars les plus jeunes uniquement. Le site spécialisé suédois Nöjesguiden, bien que reconnaissant des qualités éducatives au jeu, doute de l'intérêt d'y appliquer un revêtement Star Wars, allant jusqu'à comparer de manière humoristique l'homme politique suèdois Gustav Fridolin à Jar Jar Binks.
Le biologiste français François Taddei, directeur du centre de recherches interdisciplinaires de Paris et militant pour l'innovation dans l'éducation, juge ce jeu comme « méritant que l'on s'y attarde et permettant de découvrir les interactions écologiques ». L'anthropologue japonaise Mizuko Itō juge également novateur ce concept de jeu de gestion écologique.

### Récompenses
Star Wars: Le Nouveau Monde Gungan est récompensé par de nombreux prix spécialisés dans les jeux éducatifs, comme le prix du « Meilleur jeu familial de l'année », décerné par le magazine américain Family Life (en), le « Prix d'excellence » du magazine spécialisé Technology and Learning Magazine ou le prix du « Meilleur jeu éducatif » de la The National Association for Gifted Children (en), en lien avec le magazine Parenting for High Potential.
| Année | Récompense                                               | Catégorie                                                | Statut  |
| ----- | -------------------------------------------------------- | -------------------------------------------------------- | ------- |
| 1999  | Family Life Awards (en)                                  | Meilleur jeu familial de l'année                         | Lauréat |
| 1999  | Parent's Guide to Children's Media Awards                | Réalisation vidéoludique exceptionnelle                  | Lauréat |
| 1999  | The National Association for Gifted Children Awards (en) | Jeu éducatif de l'année                                  | Lauréat |
| 1999  | New Media Invision Awards                                | Médaille d'or pour un jeu éducatif en catégorie jeunesse | Lauréat |
| 1999  | Technology and Learning Magazine Awards                  | Prix d'excellence                                        | Lauréat |

## Postérité

### Dans l'universStar Wars

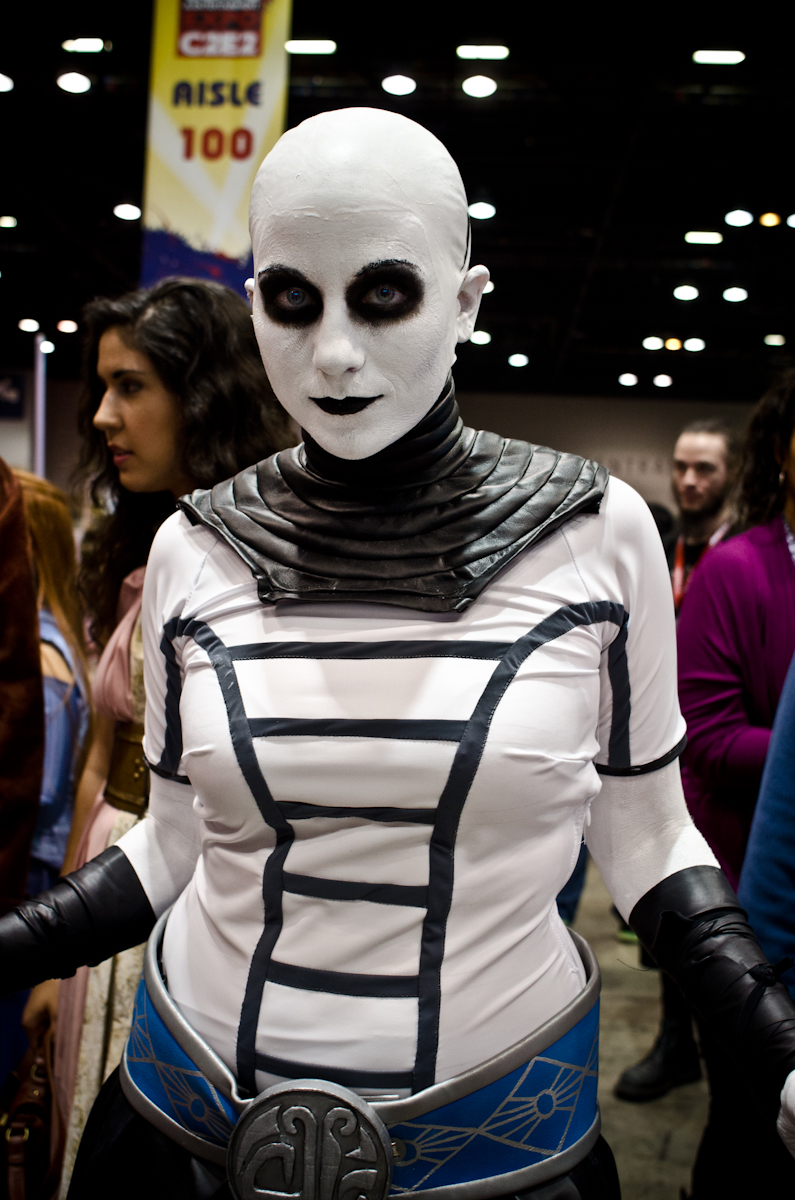
Cosplay d'Asajj Ventress.

En plus d'Obi-Wan Kenobi et Padmé Amidala, d'autres habitants de la planète Naboo sont missionnés pour mener à bien la mission de colonisation. Plusieurs Gungans contribuent ainsi aux aller-retours nécessaires à la colonisation, transportant des matériaux et des espèces vivantes de Naboo à Ohma-D'un. Un groupe de Naboos est également recrutés pour préparer le terrain à la colonisation de la lune. Sur le chemin, un accident spatial met hors d'état de nuire le pilote ithorien et le groupe doit alors atterrir en urgence sur la lune. Une fois sur Ohma-D'un, ils participent ensuite à l'aménagement du terrain.
La colonie gungane établie par le joueur dans Star Wars Episode I : Le Nouveau Monde Gungan prospère ensuite jusqu'en 22 av. BY]. À cette date, Asajj Ventress et Durge, deux commandants de la Confédération des systèmes indépendants, testent une arme chimique contre la lune gungane. Le gaz décime ainsi l'intégralité de la colonie et l'écosystème de la lune d'Ohma-D'un. Obi-Wan Kenobi et son apprenti Anakin Skywalker arrivent alors sur place, confrontent les séparatistes et triomphent, malgré des pertes, épargnant ainsi Naboo d'une attaque similaire.

### Dans le domaine du jeu vidéo
Plusieurs éléments introduits dans Star Wars Episode I : Le Nouveau Monde Gungan apparaissent dans d'autres jeux de la franchise Star Wars. En effet, dans Star Wars: Super Bombad Racing, un jeu de course se déroulant dans l'univers Star Wars et développé lui aussi par Lucas Learning, Boss Nass, l'un des personnages jouables, conduit un vaisseau crée pour Le Nouveau Monde Gungan. L'un des circuits de course passe également à travers une cité gungane, similaire à celles construites par le joueur dans Le Nouveau Monde Gungan.
Dans un autre jeu développé par Lucas Learning, Star Wars: Yoda's Challenge Activity Center, le joueur gagne en récompense des plans de vaisseau, dont celui du Mantaris, le vaisseau utilisé par les héros de Star Wars Episode I : Le Nouveau Monde Gungan.
Le jeu fait partie d'une série de jeux éducatifs publiée par Lucas Learning et orientée autour de l'épisode I de la franchise. Parmi ces jeux, en plus du Nouveau Monde Gungan et Star Wars: Droid Works, on retrouve Star Wars: Yoda's Challenge Activity Center, axé sur la logique, la musique, la lecture et la réflexion,, Star Wars: Droïdes mécanos, inspiré des jeux Lemmings ou L'Odyssée des Zoombinis,, et centré sur la géométrie et le raisonnement, et Star Wars Math: Jabba's Game Galaxy, qui se focalise sur des exercices de réflexion et de mathématiques.
Lors du rachat de Lucasfilm en 2012 par Walt Disney Pictures, un contrat est passé entre Electronic Arts et Disney pour concevoir des jeux en lien avec l'univers Star Wars. Plusieurs domaines internet sont alors réservés par Lucasfilm, dont Gungan Frontier 2, Gungan Frontier 3 et Gungan Frontier 4, laissant sous entendre la possibilité d'une suite,.